# رودخانه آل (کوچر)
رودخانه آل (به آلمانی: Aal) یک رود در آلمان است که در بادن-وورتمبرگ واقع شده‌است.